# Nagham Nawzat
Nagham Nawzat, (نغم نوزات حسن arabiska), född 1978 i Irak, är en irakisk gynekolog och kvinnorättsaktivist.
Nagham Nawzat engagerade sig i att hjälpa yazidiska kvinnor efter massakern av yazidier i staden Sinjar år 2014 där IS dödat tusentals yazidiska män och tagit kvinnorna som sexslavar. Hon har genom UNFPA (United Nations Population Fund) arbetat med att befria kvinnorna som tillfångatagits och sen gett dem vård och psykologiskt stöd.
År 2016 tilldelades Nagham Nawzat International Women of Courage Award.